# 米奥斯
米奥斯（法語：Mios，法語發音：[mjɔs]）是法国吉伦特省的一个市镇，属于阿卡雄区。

## 地名
该地名“Mios”发音为[mjɔs]，字母“s”发音，《世界地名翻译大辞典》将其误译作“米奥”，《世界地名译名词典》将其误译作“米约”。

## 地理
米奥斯（44°36'18"N, 0°56'13"W）面积137.41 平方千米，位于法国新阿基坦大区吉倫特省，该省份为法国西南部沿海省份，是法國本土面积最大的省，北起滨海夏朗德省，西临大西洋，南至朗德省，东南接洛特-加龍省，东临多爾多涅省。
与米奥斯接壤的市镇（或旧市镇、城区）包括：勒巴尔普、比加诺斯、塞斯塔斯、萨勒、勒泰什、马舍普里姆、桑吉内。
米奥斯的时区为UTC+01:00、UTC+02:00（夏令时）。

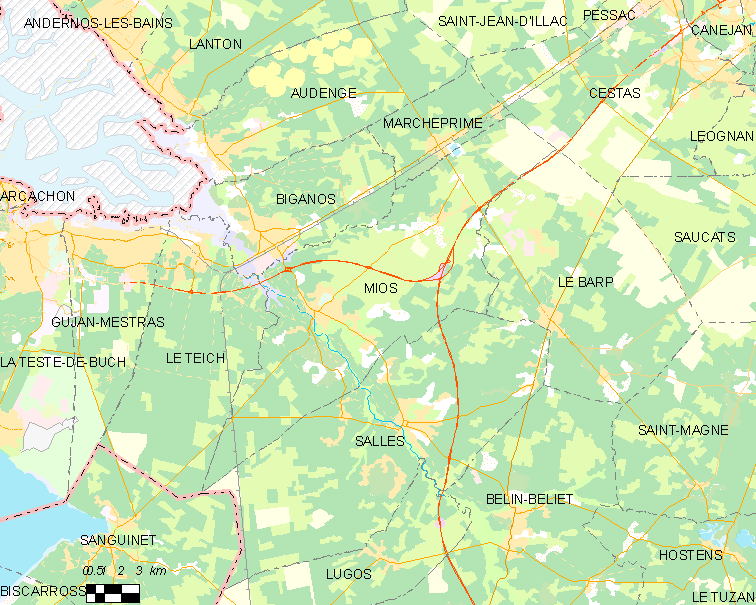
米奥斯的OSM定位图

## 行政
米奥斯的邮政编码为33380，INSEE市镇编码为33284。

## 政治
米奥斯所属的省级选区为居让-梅斯特拉斯县。

## 人口

1962-2008年间米奥斯人口变化图示

米奥斯于2022年1月1日时的人口数量为11756人。